# Магамедрасулов Руслан Сентябр’євич
Магамедрасулов Руслан Сентябр'євич — колишній старший детектив Національного антикорупційного бюро України Четвертого відділу детективів Другого підрозділу детективів Головного підрозділу детектиів. Прокурор і слідчий, працював у закритому підрозділі Д-2, одному з найелітніших у структурі Бюро.

## Життєпис
Народився й закінчив молодшу школу в Туркменській РСР. З 1996 року жив у Горлівці Донецької області.
Закінчив Донецький технічний університет, спеціаліст із телекомунікаційних систем та мереж, далі закінчив Національний юридичний університет ім. Ярослава Мудрого в Києві, юрист. Входить до Асоціації правників України, має ліцензію адвоката. В студентські часи працював у сфері гуртової торгівлі продуктами, був юрисконсультом і директором у горлівському ТОВ «Мультифрут». У грудні 2012 року став провідним спеціалістом відділу інформатизації прокуратури Донецької області, за два роки став головним спеціалістом.
2015 року став одним із перших детективів новоствореного НАБУ, дослужився до старшого детектива і керував територіальним управлінням НАБУ с дислокацією у Дніпрі.
Магамедрасулов був одним із ініціаторів обшуків у командувача Нацгвардії Олександра Півненка та його підлеглих у травні 2025 року.
До арешту керував одним із міжрегіональних управлінь детективів НАБУ, який у Дніпрі координує діяльність Бюро в прифронтових Дніпропетровській та Запорізькій областях.

## Розслідування

### Звинувачення у державній зраді
За даними слідства, Руслан звинувачується у державній зраді. Серед іншого, він передавав інформацію російським спецслужбам і був у тісному контакті з нардепом-утікачем від ОПЗЖ Федором Христенком, що пов'язаний з ФСБ.
21 липня Магамедрасулова було затримано. За даними СБУ, Руслан мав контакти із представниками РФ та допомагав своєму батьку-підприємцю вести незаконну торгівлю з Росією. Зокрема, Магамедрасулов виступав посередником у продажу до Дагестану (РФ) партій технічної коноплі, незаконне вирощування якої організував його батько — Сентябр Магамедрасулов.
22 липня 2025 року київський суд обрав Магамедрасулову запобіжний захід у вигляді арешту на 60 діб.

## Родина
- Сентябр Магамедрасулов — батько[14], власник київського підприємства «Раціоналізатор», громадянин Росії[4]
- Ірина Магамедрасулова — мати. Живе в Києві, при цьому, отримує російську пенсію в т. зв. ДНР[14]. Власниця ТОВ «Мультифрут», де працював Руслан, станом на липень 2025 року компанія працює в окупованій Горлівці[4]
- Магамедрасулова Олена Володимирівна - дружина
- Магамедраслова Аліса Русланівна — дочка[1]